# 좌익공신
좌익공신(佐翼功臣)은 1455년 세조의 즉위에 공을 세운 사람에게 녹훈(錄勳)된 작위로, 그 해 9월 5일 처음 발표되었다. 포상은 좌명공신(佐命功臣)과 같으나, 부모의 추증(追贈)은 정난공신(靖難功臣)의 예에 따랐다.

## 목록

### 1등 공신
수충위사동덕(輸忠衛社同德) 좌익공신이라고 하며, 총 7명이다.
| - 권람(權擥) - 계양군 이증(桂陽君 李璔) | - 신숙주(申叔舟) - 한명회(韓明澮) | - 윤사로(尹師路) - 한확(韓確) | - 익현군 이관(翼峴君 李璭) |

### 2등 공신
수충경절(輸忠勁節) 좌익공신이라고 하며, 총 13명이다.
| - 강맹경(姜孟卿) - 윤형(尹炯) - 전균(田畇) - 홍달손(洪達孫) | - 권반(權攀) - 이계린(李季疄) - 정인지(鄭麟趾) | - 양정(楊汀) - 이계전(李季甸) - 정창손(鄭昌孫) | - 윤암(尹巖) - 이사철(李思哲) - 최항(崔恒) |

### 3등 공신
추충(推忠) 좌익공신이라고 하며, 총 26명이다.
| - 구치관(具致寬) - 김질(金礩) - 원효연(元孝然) - 이극배(李克培) - 정수충(鄭守忠) - 최유(崔濡) - 황수신(黃守身) | - 권개(權愷) - 박강(朴薑) - 윤사윤(尹士昀) - 이예장(李禮長) - 조득림(趙得琳) - 한계미(韓繼美) - 황효원(黃孝源) | - 권공(權恭) - 박원형(朴元亨) - 윤자운(尹子雲) - 이징석(李澄石) - 조석문(曹錫文) - 한종손(韓終孫) | - 권자신(權自愼) - 성삼문(成三問) - 이극감(李克堪) - 이휘(李徽) - 조효문(曹孝門) - 홍윤성(洪允成) |

## 참고 자료
- 《조선왕조실록》